# Ramat Aviv

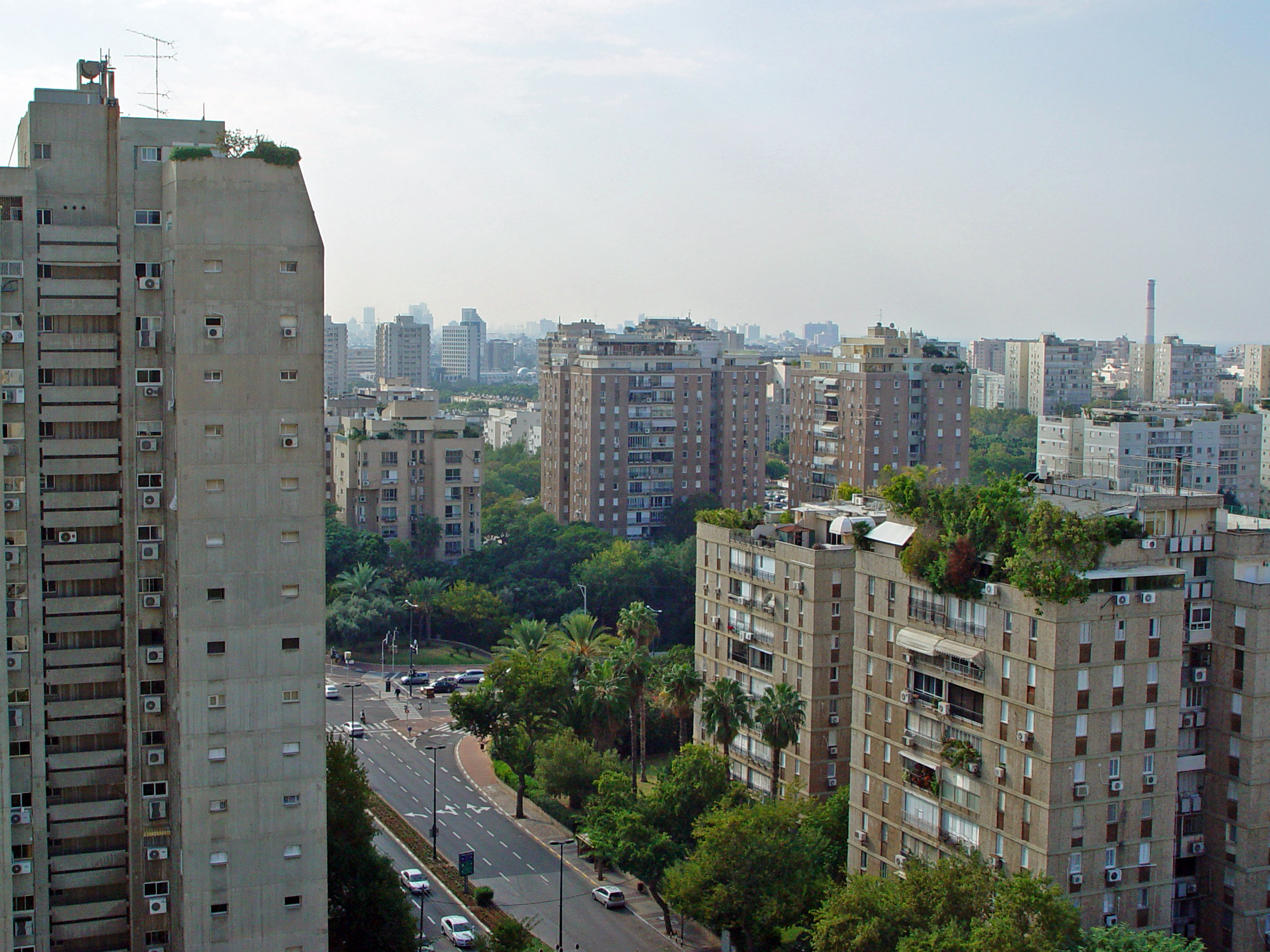
Ramat Aviv Gimel, pohled na jihozápad

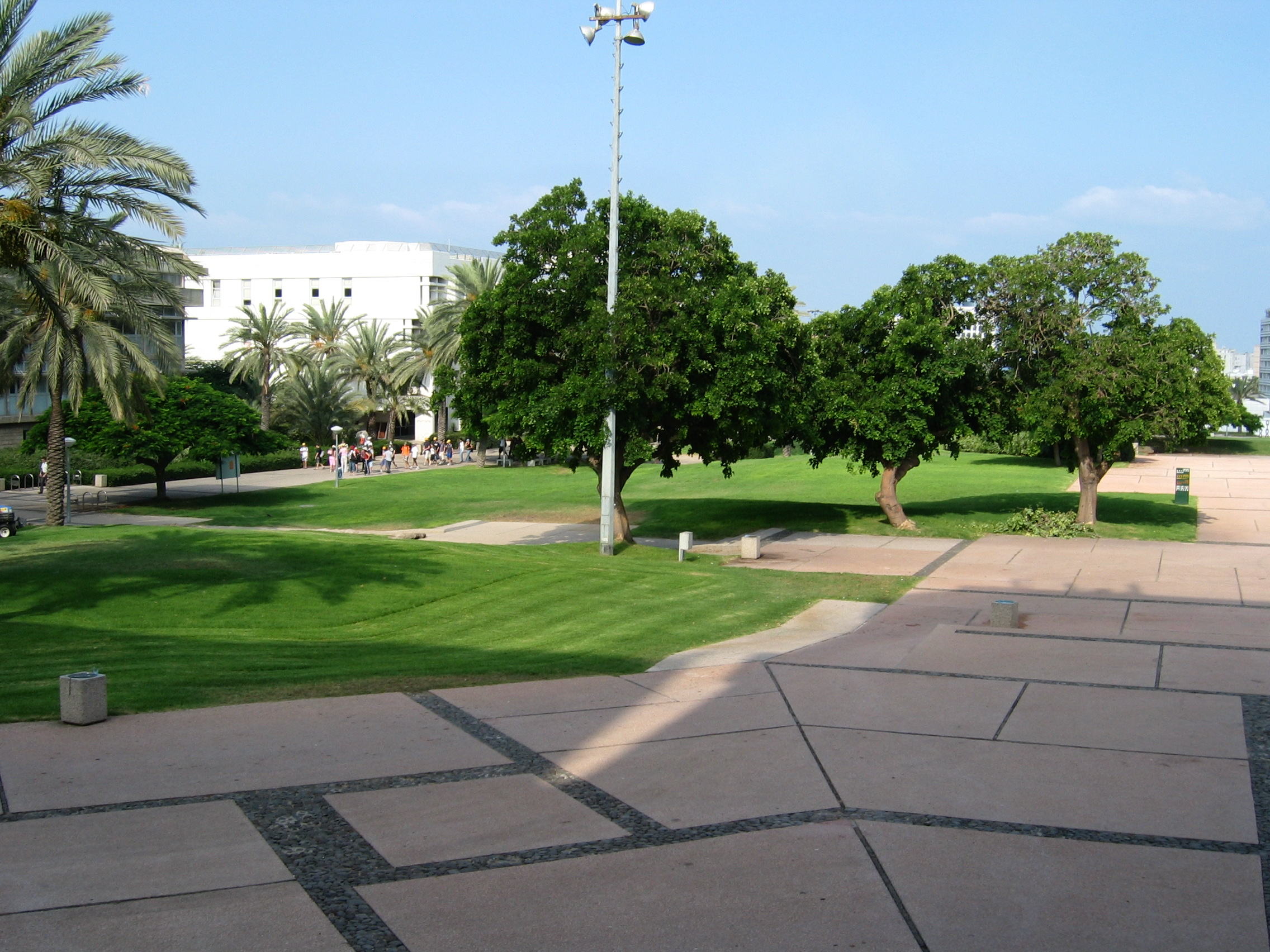
Kampus Telavivské univerzity v Ramat Avivu

Ramat Aviv (hebrejsky: רמת אביב, doslova „Jarní výšky“) je městská čtvrť v severozápadní části Tel Avivu v Izraeli, která leží severně od řeky Jarkon. Je součástí správního obvodu Rova 1 a samosprávné jednotky Rova Cafon Ma'arav.
Ramat Aviv je rozsáhlý urbanistický soubor budovaný postupně v několika etapách od 50. let 20. století. Vlastní nejstarší stavební fáze se nazývá Ramat Aviv ha-Jaroka (též Ramat Aviv Alef)
Čtvrť se dále dělí do několika novějších podčástí:
- Ramat Aviv Bet (známá též jako Neve Avivim)
- Ramat Aviv Gimel
- Ramat Aviv ha-Chadaša (Nový Ramat Aviv)

Na východním okraji čtvrti Ramat Aviv se nachází Telavivská univerzita, na jihu to je okrsek Kirjat ha-Muze'onim, kde sídlí dvě muzea (Muzeum země izraelské a Muzeum diaspory). Na západ od Ramat Aviv se na pobřeží moře rozkládá komplex letiště Sde Dov využívaného pro vnitrostátní lety. Na jihovýchodním okraji čtvrti, poblíž univerzity, zase stojí výstaviště Tel Aviv Exhibition Centre a rovněž také park Jarkon o rozloze 3,8 km2.

## Historie
Před izraelskou válkou za nezávislost v roce 1948 se na části plochy současného Ramat Avivu nacházela arabská vesnice al-Šajch Muanes (arabsky: الشيخ مؤنس), která poté zanikla. Na pozemku někdejší vesnice byla později postavena Telavivská univerzita. Jedinými zachovanými budovami z někdejší arabské vesnice jsou univerzitní klubovna a kantýna. V 50. letech přišlo do této čtvrti mnoho židovských přistěhovalců z východní Evropy a začala zde hromadná plánovitá bytová výstavba. V současnosti je Ramat Aviv jednou ze čtvrtí s vysokými náklady na bydlení.

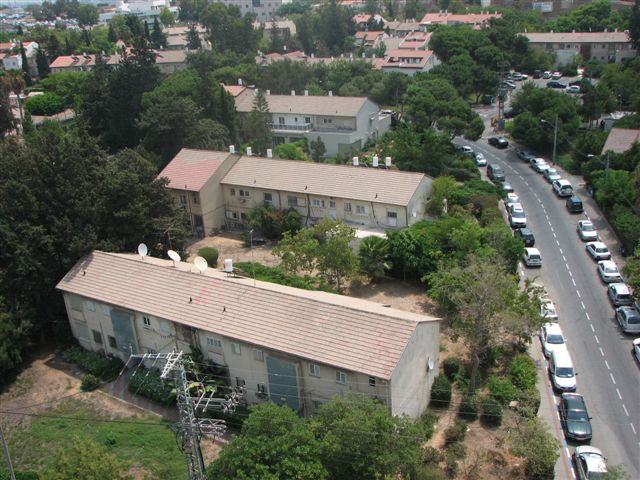
Typické rezidenční domy stavěné v 50. letech v Ramat Avivu
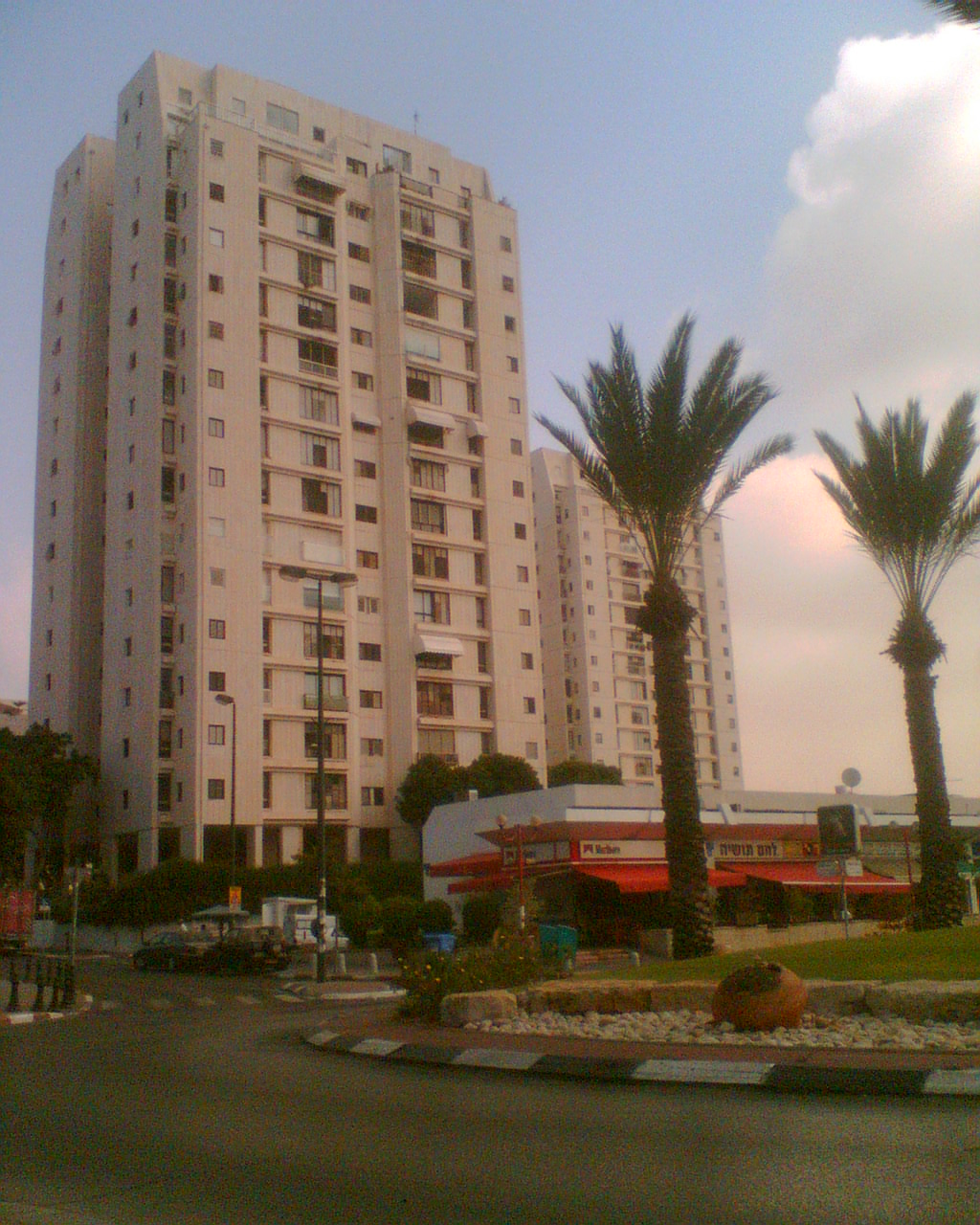
Rezidenční budova v části Ramat Aviv Gimel
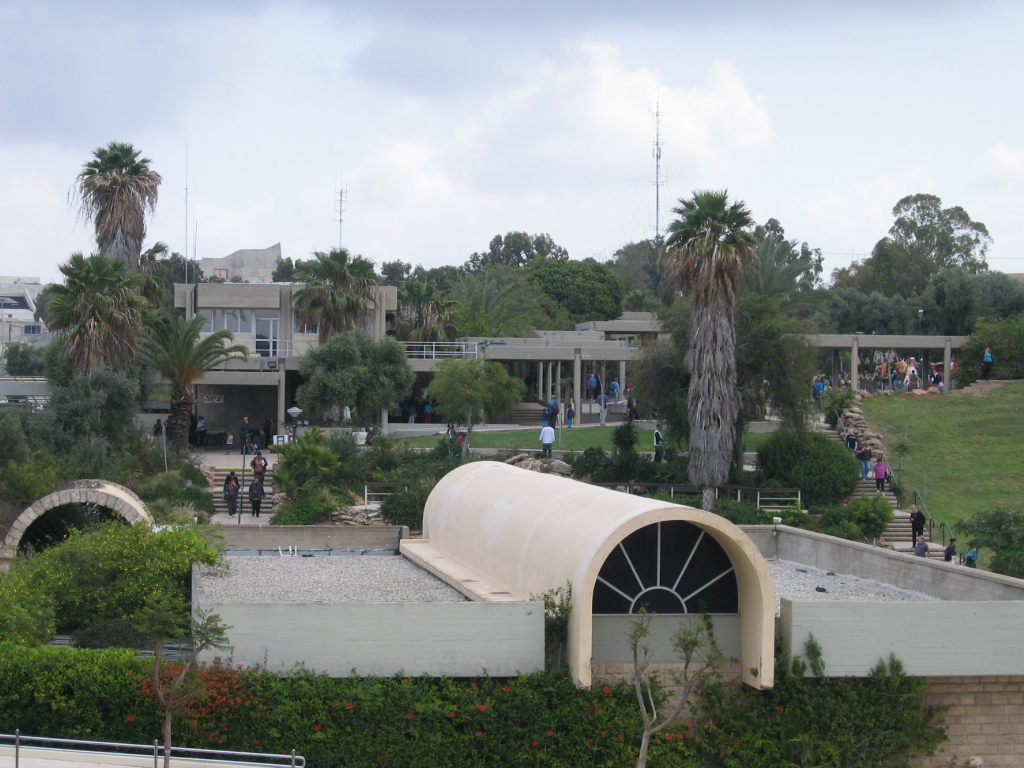
Muzeum země izraelské

## Kulturní zmínky
Ramat Aviv Gimel byl název soap opery vysílané izraelskou televizí. Na základě modelu Ramat Avivu byl v ukrajinském hlavním městě Kyjev vybudován luxusní rezidenční komplex.